# ヘイミッシュ・ミルン
ヘイミッシュ・ミルン（Hamish Milne, 1939年4月27日 ソールズベリー - 2020年2月12日）は、イギリスのピアニストで、ニコライ・メトネルの擁護者として名高い。日本では、ハミッシュ・ミルンとも表記される。
ロンドン王立音楽院に学んだ後、シエナのキジアーナ音楽院に留学し、グイード・アゴスティの許で研鑽を積んだ。1970年代にメトネル作品の体系的な録音に着手し、現在のメトネル再評価の基礎を築いた。
メトネル以外では、セルゲイ・リャプノフやジョセフ・ホルブルックのピアノ協奏曲、アナトーリー・アレクサンドロフのピアノ曲集など、忘れられたレパートリーに特化した録音を残している。
現在は母校の王立音楽院で教鞭を執っており、門下にガブリエラ・モンテーロ、ミハイル・カンディンスキーらがいる。
2002年9月に来日して演奏会を行なった。